# Móricz-Sabján Simon
Móricz-Sabján Simon (Kiskunhalas, 1980. – 2022. december 28.) magyar fotóművész, fotóriporter, dokumentarista fotográfus.

## Életpályája
2003-tól annak bezárásáig a Népszabadság munkatársaként dolgozott, 2016 végétől a Manager Magazin és a Világgazdaság fotográfusa lett. Napilapos munkája mellett személyes anyagok elkészítésével foglalkozott, akár évekig is egy adott témán dolgozva. Ezekben elsősorban az emberre és környezetére koncentrált, akár egy társadalmi problémárt, akár hétköznapi történetek bemutatva.
Tagja volta MÚOSZ Fotóriporteri Szakosztály elnökségének, a Magyar Fotográfusok Társaságának és egyik alapítótagja  volt a Pictorial Collective-nek.

### Halála
Baleset következtében 2022. december 28-án vesztette életét. Emlékére 2023. február 27. és március 4. között az Einspach Fine Art & Photography galériában kiállítás nyílt, amelyen olyan fotográfusok képei szerepeltek, mint Barakonyi Szabolcs, Keleti Éva, Mohai Balázs, Csontó Lajos, Csoszó Gabriella, Hajdú D. András, Gáti György, Korniss Péter, Kovalovszky Dániel, Lugosi László, Mónus Márton, Mandur László, Urbán Tamás, Révész Tamás, és Vető János.

## Kiállításai
Számos egyéni és csoportos kiállításon szerepeltek fotográfiái, köztük három önálló kiállításon a Magyar Fotográfusok Házában, csoportos tárlatokon a Magyar Nemzeti Múzeumban, a Műcsarnokban, a Robert Capa Kortárs Fotográfiai Központban, a Várkert Bazárban illetve többek között Arlesban, Barcelonában, Chengduban, Denverben, Milánóban, Tbilisziben és Varsóban.

### Csoportos

#### A Pictorial Collective-vel
- 2015. szeptember 25. – október 25. A World Press Photo kísérő kiállítása, Néprajzi Múzeum (Budapest)[5]
- 2015. október 17.[6]  – 2016. január 10. Flow/Áramlat, Ferenczy Múzeum (Veszprém)[7][8]
- 2018. április 17. – május 19.: Dunaképp , Capa Centert[9]
- 2021. augusztus 17. – szeptember 19.: Pictorial 10 – Válogatás a Pictorial Collective első tíz évéből, Capa Center[10]
- 2023. június 22. – október 1.: Petőfi utcák népe, Capa Center,[M. 1][11]

## Díjai, kitüntetései
Kétszeres China International Press Photo Contest nyertes illetve Pictures of the Year International (POYi), NPPA Best of Photojournalism, Prix International de la Photographie, PDN, FCBarcelona Photo Award, Slovak Press Photo és ASPAward díjazott fotográfus, munkáival számos külföldi és magyarországi elismerés mellett 43 alkalommal nyert díjat a Magyar Sajtófotó Pályázaton, közöttük háromszor a MÚOSZ Nagydíját, 6 alkalommal a Munkácsi Márton díjat a legjobb kollekcióért, három alkalommal a 30 év alatti, legjobb teljesítményt nyújtó fotóriporter díját, és háromszor a legjobb hírképért járó Escher Károly-díjat. 2009 és 2012 között Pécsi József Ösztöndíjas, több alkalommal nyert NKA ösztöndíjat illetve 2012-ben Budapest Fotográfiai Ösztöndíjat. 2013-ban Népszabadság-díjat, 2015-ben Hemző Károly-díjat kapott. 2022 őszén Árnyéksáv című munkájával elnyerte a Robert Capa Magyar Fotográfiai Nagydíjat is.